# Петавий (лунный кратер)
Кратер Петавий (лат. Petavius) — большой ударный кратер в южном полушарии видимой стороны Луны. Название присвоено в честь одного из основоположников современной хронологии Дионисия Петавия (1583—1652) и утверждено Международным астрономическим союзом в 1935 г. Образование кратера относится к раннеимбрийскому периоду.

## Описание кратера

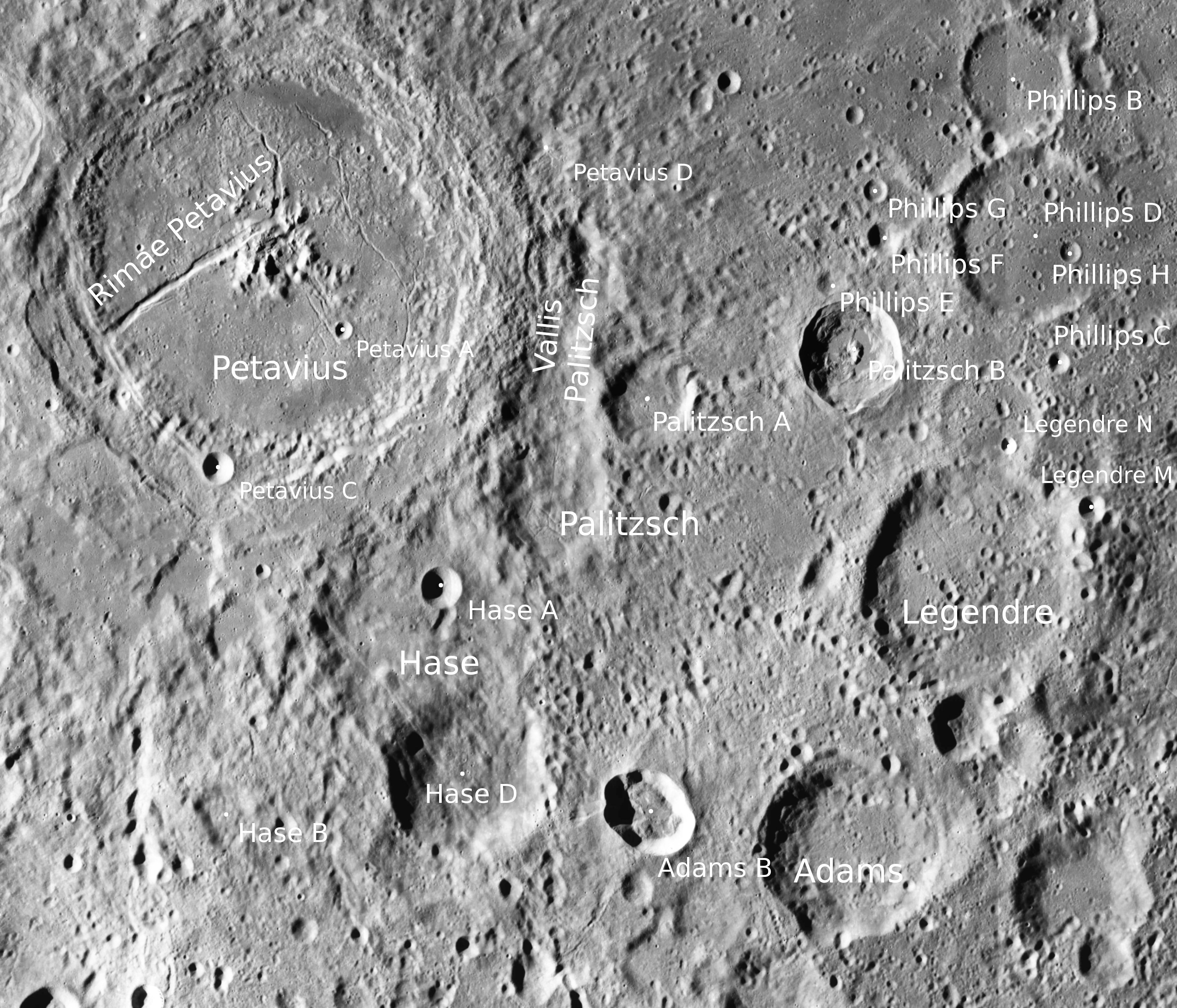
Окрестности кратера Петавий. Снимок зонда Lunar Reconnaissance Orbiter.

Ближайшими соседями кратера являются кратер Роттсли примыкающий к валу кратера Петавий на западе-северо-западе; кратеры Холден на севере-северо-востоке; кратер Бальмер на северо-востоке; кратер Палич на юго-востоке; кратер Хазе на юге-юго-востоке и кратер Снеллиус на юго-западе. Вдоль восточной части кратера Петавий проходит долина Палича; на северо-западе расположено Море Изобилия. Селенографические координаты центра кратера 25°23′ ю. ш. 60°47′ в. д. / 25,39° ю. ш. 60,78° в. д., диаметр 184 км, глубина 3330 м.
Кратер Петавий имеет полигональную форму, умеренно разрушен. Вал несколько сглажен, с массивным широким внешним склоном от которого отходит множество радиальных хребтов, в южной и западной части двойной. Южная оконечность вала отмечена саттелитным кратером Петавий C. Высота вала различна по периметру, наибольшей высоты в 3350 м вал достигает в месте примыкания кратера Роттсли, тогда как в восточной части высота его не превышает 1800 м. Внутренний склон вала сравнительно узкий, с четко выраженной террасовидной структурой. Дно чаши выпуклое (так что центр чаши расположен приблизительно на 240 м выше её краев), переформировано потоками лавы и рассечено системой борозд Петавия; пересеченное, за исключением нескольких областей с низким альбедо выровненных лавой. В центре чаши расположен массив центральных пиков, один из которых достигает высоты 5000 м. От массива центральных пиков в юго-западном направлении отходит одна из ветвей борозд Петавия.
Оптимальное время для наблюдения кратера – третий день после новолуния, на четвертый день кратер скрывается в тени.

## Сателлитные кратеры
| Петавий | Координаты                                            | Диаметр, км |
| ------- | ----------------------------------------------------- | ----------- |
| A       | 26°09′ ю. ш. 61°38′ в. д. / 26,15° ю. ш. 61,64° в. д. | 6,3         |
| B       | 19°54′ ю. ш. 57°00′ в. д. / 19,9° ю. ш. 57° в. д.     | 32,0        |
| C       | 27°43′ ю. ш. 59°58′ в. д. / 27,72° ю. ш. 59,97° в. д. | 11,2        |
| D       | 24°02′ ю. ш. 64°19′ в. д. / 24,04° ю. ш. 64,31° в. д. | 19,5        |

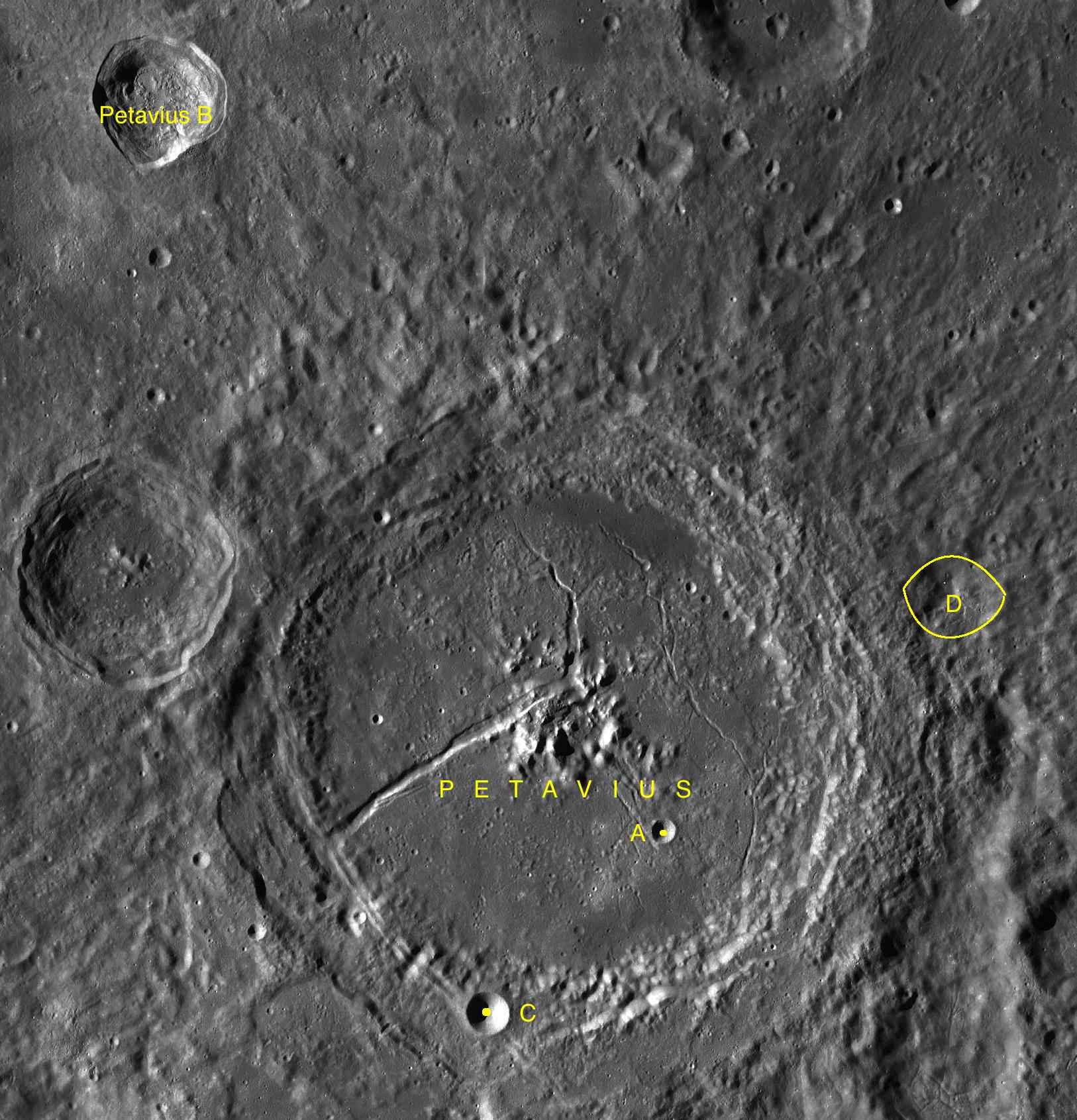
Фрагмент карты LAC-98.

- Саттелитные кратеры Петавий B и C включены в список кратеров с яркой системой лучей Ассоциации лунной и планетарной астрономии (ALPO)[7].
- Образование саттелитного кратера Петавий B относится к коперниковскому периоду[5].

## См.также
- Список кратеров на Луне
- Лунный кратер
- Морфологический каталог кратеров Луны
- Планетная номенклатура
- Селенография
- Минералогия Луны
- Геология Луны
- Поздняя тяжёлая бомбардировка